# エリザベス・マーガレット・ベイター・ロングリー
エリザベス・マーガレット・ベイター・ロングリー(Elizabeth Margaret Vater Longley, 1830年8月3日 - 1912年4月16日)は、アメリカの女性参政権運動家。夫は表音綴字主義者のエリアス・ロングリー。1869年5月15日にエリザベス・ケイディ・スタントンらと共に全国婦人参政権協会(NWSA)を設立。一方、1869年11月25日にはルーシー・ストーンやヘンリー・ワード・ビーチャーと共にアメリカ婦人参政権協会(AWSA)の設立にも参加。タイプライターにおける全指タイピング法の提唱者としても知られている。